# Jiří Panzner
Jiří Panzner (* 22. července 1982, Praha) je český divadelní a filmový herec. V roce 2006 absolvoval činoherní herectví na DAMU. Herecky začínal v Divadle Radar. V letech 2009–2014 působil v angažmá Divadla F. X. Šaldy v Liberci, od roku 2014 v Klicperově divadle v Hradci Králové, v sezoně 2024/2025 byl členem souboru Divadla na Vinohradech.
Z televize je znám především z nekonečného seriálu TV Nova Ulice jako učitel tělocviku Eddie.

## Divadelní role (výběr)

### Divadlo na Vinohradech
- 2024 William Shakespeare: Večer tříkrálový aneb Cokoli chcete, režie: Juraj Deák, poprvé: 21. června 2024, premiéra: 6. listopadu 2024, role: Fabian
- 2024 Carlo Goldoni: Poprask na laguně, režie: Juraj Deák, premiéra: 20. prosince 2024, role: Patron Toni